# Dicoy Williams
Dicoy Williams (ur. 7 października 1986 w Kingston) – jamajski piłkarz występujący na pozycji obrońcy. Zawodnik klubu Toronto FC.

## Kariera klubowa
Williams seniorską karierę rozpoczynał w 2005 roku w zespole Arnett Gardens. W 2007 roku przeszedł do Harbour View. W 2010 roku zdobył z nim mistrzostwo Jamajki. W 2011 roku podpisał kontrakt z kanadyjskim Toronto FC z amerykańskiej ligi MLS. W tych rozgrywkach zadebiutował 2 kwietnia 2011 roku w zremisowanym 1:1 pojedynku z CD Chivas USA.

## Kariera reprezentacyjna
W reprezentacji Jamajki Williams zadebiutował w 2009 roku. W 2011 roku został powołany do kadry na Złoty Puchar CONCACAF.